# Prêmio da Música Brasileira de 2016
O Prêmio da Música Brasileira de 2016 foi a 27ª edição da premiação. A cerimônia de entrega da premiação foi realizada em 22 de junho, no Theatro Municipal do Rio de Janeiro.
O cantor e compositor Gonzaguinha foi o grande homenageado da noite.

## Categorias

### Canção popular
| Categoria      | Vencedor                                            | Indicados                                                                                      |
| -------------- | --------------------------------------------------- | ---------------------------------------------------------------------------------------------- |
| Melhor Álbum   | Fafá de Belém — Do Tamanho Certo para o Meu Sorriso | - Angela Maria — Angela Maria à Vontade em Voz e Violão - Chitãozinho & Xororó — Tom do Sertão |
| Melhor Cantor  | Roberto Carlos                                      | - Luiz Caldas - Vander Lee                                                                     |
| Melhor Cantora | Fafá de Belém                                       | - Angela Maria - Vanusa                                                                        |
| Melhor Grupo   | Jamz                                                | - Banda Calypso - Melanina Carioca                                                             |
| Melhor Dupla   | Chitãozinho & Xororó                                | - João Bosco & Vinícius - Victor & Leo                                                         |

### Especiais
| Categoria                          | Vencedor                                                                            | Indicados |
| ---------------------------------- | ----------------------------------------------------------------------------------- | --- |
| Melhor Álbum em Língua Estrangeira | Cauby Peixoto — Cauby Sings Nat King Cole                                           | - Indiana Nomma e Osmar Milito — Unexpected - Renato Braz e Maogani — Canela |
| Melhor Álbum Infantil              | Palavra Cantada — Para Ficar com Você                                               | - Banda Estralo — Estórias de Cantar - Márcio de Camillo — Crianceiras - Poesias de Mario Quintana Musicadas por Márcio de Camillo                                                        |
| Melhor Álbum Eletrônico            | DJ Tudo e Sua Gente de Todo Lugar — Gaia Musica - vol. 1                            | - DJ Mam — Sotaque Recarregado - Seashore Darkcave — Raw Wave |
| Melhor Álbum Erudito               | Orquestra Sinfônica do Estado de São Paulo — Sinfonia nº12, Uirapuru e Mandu-Çarará | - Orquestra Sinfônica do Estado de São Paulo — Sinfonia nº3, Suíte Cita e Esboço de Outono - Karin Fernandes e Orquestra Sinfônica da USP — Seresta, Choro e Homenagem a Fructuoso Vianna |
| Melhor Álbum Projeto Especial      | Zeca Baleiro, Naná Vasconcelos e Paulo Lepetit — Café no Bule                       | - Vários artistas — Sambabook Dona Ivone Lara - Vários artistas — Sambas para a Mangueira                                                                                                 |
| Melhor DVD                         | Adriana Calcanhotto — Loucura - Adriana Calcanhotto canta Lupicínio Rodrigues       | - Baby do Brasil — Baby Sucessos - A Menina Ainda Dança - Caetano Veloso e Gilberto Gil — Dois Amigos, um Século de Música                                                                |

### Regionais
| Categoria      | Vencedor                               | Indicados                                                |
| -------------- | -------------------------------------- | -------------------------------------------------------- |
| Melhor Álbum   | Elba Ramalho — Cordas, Gonzaga e Afins | - Almir Sater e Renato Teixeira — AR - Xangai — Xangai   |
| Melhor Cantor  | Xangai                                 | - Renato Teixeira - Sérgio Reis                          |
| Melhor Cantora | Elba Ramalho                           | - Alessandra Leão - Socorro Lira                         |
| Melhor Grupo   | Ilê Aiyê                               | - Catadoras de Mangaba de Sergipe - Cia. Cabelo de Maria |
| Melhor Dupla   | Almir Sater e Renato Teixeira          | - Caju & Castanha - Cezar & Paulinho                     |

### Pop/rock/reggae/hip-hop/funk
| Categoria      | Vencedor                               | Indicados                                 |
| -------------- | -------------------------------------- | ----------------------------------------- |
| Melhor Álbum   | Elza Soares — A Mulher do Fim do Mundo | - Dani Black — Dilúvio - Lenine — Carbono |
| Melhor Cantor  | Lenine                                 | - Chico César - Seu Jorge                 |
| Melhor Cantora | Gal Costa                              | - Elza Soares - Simone Mazzer             |
| Melhor Grupo   | Titãs                                  | - Funk Como Le Gusta - Maglore            |

### MPB
| Categoria      | Vencedor                                                         | Indicados                                                                  |
| -------------- | ---------------------------------------------------------------- | -------------------------------------------------------------------------- |
| Melhor Álbum   | Caetano Veloso e Gilberto Gil — Dois Amigos, Um Século de Música | - Elba Ramalho — Do Meu Olhar pra Fora - Virgínia Rodrigues — Mama Kalunga |
| Melhor Cantor  | Caetano Veloso                                                   | - Djavan - Gilberto Gil                                                    |
| Melhor Cantora | Virgínia Rodrigues                                               | - Elba Ramalho - Ná Ozzetti                                                |
| Melhor Grupo   | Dônica                                                           | - Dá no Coro - Novíssimos                                                  |

### Samba
| Categoria      | Vencedor                             | Indicados |
| -------------- | ------------------------------------ | --- |
| Melhor Álbum   | Zélia Duncan — Antes do Mundo Acabar | - Moacyr Luz e Samba do Trabalhador — Moacyr Luz e Samba do Trabalhador - 10 anos e Outros Sambas - Roque Ferreira — Terreiros |
| Melhor Cantor  | Alfredo Del-Penho                    | - Arlindo Cruz - Zeca Pagodinho                                                                                                |
| Melhor Cantora | Zélia Duncan                         | - Ana Costa - Renata Jambeiro                                                                                                  |
| Melhor Grupo   | Moacyr Luz e Samba do Trabalhador    | - Fundo de Quintal - Trio Gato com Fome                                                                                        |

### Instrumental
| Categoria      | Vencedor                            | Indicados |
| -------------- | ----------------------------------- | --- |
| Melhor Álbum   | Tocata à Amizade — Tocata à Amizade | - Nailor Proveta — Brasileiro Saxofone - vol. 2 - Sebastião Biano — Sebastião Biano e Seu Terno Esquenta Muié |
| Melhor Solista | Hamilton de Holanda                 | - Nailor Proveta - Yamandu Costa                                                                              |
| Melhor Grupo   | Tocata à Amizade                    | - Barbatuques - Pau Brasil                                                                                    |

### Outros
| Categoria             | Vencedor                                     | Indicados |
| --------------------- | -------------------------------------------- | --- |
| Melhor Canção         | Zélia Duncan — Antes do Mundo Acabar         | - Elza Soares — Mulher do Fim do Mundo - Zélia Duncan — Por Água Abaixo                                                                       |
| Revelação             | Simone Mazzer                                | - Alfredo Del-Penho - Trio Capitu |
| Melhor Projeto Visual | Tereza Bettinardi, por Dancê, de Tulipa Ruiz | - Marcos Faria, por Café no Bule, de Zeca Baleiro, Naná Vasconcelos e Paulo Lepetit - Simone Mina, por Antes do Mundo Acabar, de Zélia Duncan |
| Melhor Arranjador     | Guinga, por Porto da Madama, de Guinga       | - Francis Hime, por 50 Anos de Música, de Francis Hime - Swami Jr., por Partir, de Fabiana Cozza                                              |